# (58330) 1994 TK
(58330) 1994 TK là một tiểu hành tinh vành đai chính. Nó được phát hiện bởi Robert H. McNaught ở Đài thiên văn Siding Spring ở Coonabarabran, New South Wales, Australia, ngày 3 tháng 10 năm 1994.